# Бенито (футбольный клуб)
«Бенито» (кат. FC Benito) — бывший андоррский футбольный клуб из Сан-Жулиа-де-Лория, выступавший в трёх чемпионатах Андорры.

## История
Команда основана в 1997 году и дебютировала в чемпионате Андорры в сезоне 1997/98 под названием «Кава Бенито». Клуб провёл 20 игр, в которых одержал 7 побед и 2 раза сыграв вничью, набрав при этом 23 очка. В итоге клуб занял 7 место. В следующем сезоне команда играла под названием «Бенито», заняв 10 место, набрав при этом 31 очко (9 побед и 4 ничьи).
В сезоне 1999/00 команда провела всего 7 игр (1 победа и 6 поражений) и снялась с соревнований зимой 2000 года.

## Названия
- 1997—1998: «Кава Бенито»
- 1998—2000: «Бенито»

## Статистика
| Сезон   | Дивизион        | Место в чемпионате | И  | В | Н | П  | ГЗ | ГП | О  | Кубок Андорры | Примечание |
| ------- | --------------- | ------------------ | -- | - | - | -- | -- | -- | -- | ------------- | ---------- |
| 1997/98 | Примера Дивизио | 7                  | 20 | 7 | 2 | 11 | 30 | 52 | 23 |               |            |
| 1998/99 | Примера Дивизио | 7                  | 22 | 9 | 4 | 9  | 33 | 29 | 31 |               |            |
| 1998/99 | Примера Дивизио | 8                  | 7  | 1 | 0 | 6  | 5  | 27 | 3  |               | Понижение  |